# Edwards Car Co.
Edwards Car Co. war ein US-amerikanischer Hersteller von Automobilen. Es gibt Hinweise darauf, dass das Unternehmen vorher als Pegasus Design Corp. firmierte.

## Unternehmensgeschichte
Das Unternehmen hatte seinen Sitz in Arlington in Virginia und wurde von James B. Edwards geleitet. Die Produktion von Automobilen und Kit Cars begann je nach Quelle 1980 oder 1982. Der Markenname lautete Ecco. 1985 gab das Unternehmen die Einstellung bekannt.

## Fahrzeuge
Das einzige Modell war ein Coupé. Ein Fahrgestell vom VW Käfer bildete die Basis. Darauf wurde eine geschlossene Karosserie aus Fiberglas montiert. Die Türen ähnelten Flügeltüren. Eine Quelle schreibt von schrecklichen Proportionen.